# Босиком на Луне
«Босиком На Луне» — студийный альбом русской рок-группы «Ва-Банкъ», записанный и изданный в 2001 году.

## Список композиций
Все песни написаны участниками группы за исключением отмеченной.
| №   | Название                                             | Длительность |
| --- | ---------------------------------------------------- | ------------ |
| 1.  | «Гондурас»                                           | 3:19         |
| 2.  | «Между небом и землёй»                               | 2:53         |
| 3.  | «Босиком на луне»                                    | 4:41         |
| 4.  | «Кто мы»                                             | 3:49         |
| 5.  | «Пульс»                                              | 4:04         |
| 6.  | «Ты и я»                                             | 5:16         |
| 7.  | «Моя жизнь»                                          | 4:06         |
| 8.  | «Гласные»                                            | 3:09         |
| 9.  | «Морской дон-жуан»                                   | 4:18         |
| 10. | «Доброе утро»                                        | 4:32         |
| 11. | «Ангел»                                              | 3:16         |
| 12. | «Домой»                                              | 3:08         |
| 13. | «Полшестого»                                         | 3:22         |
| 14. | «Не бросай (Женские штучки)» (автор - Елена Юданова) | 3:38         |
| 15. | «Сад»                                                | 3:26         |

## Участники записи
| - Александр Ф. Скляр — вокал, гитара - Алик Исмагилов — бас-гитара, бэк-вокал - Андрей Белизов — барабаны, перкуссия, бэк-вокал - Александр Белоносов — клавишные - Денис «Ден» Бурим — гитара - Дядя Вова Родзянко — оформление альбома - Паша Овчаров — звук | Приглашённые музыканты - Татьяна Анциферова — голос - Александр Солич — бас-гитара - Алексей Могилевский — саксофон, вокал - Абелардо Альфонсо Лопес Качао |